# Amin Maalouf
Amin Maalouf (en árabe: أمين معلوف‎; Beirut, 25 de febrero de 1949) es un escritor y periodista franco-libanés. Estudió Economía política y Sociología en la Universidad de San José de Beirut. Periodista en el diario An-Nahar, como enviado especial en zonas como Vietnam y Etiopía. En 1976 se exilió en Francia a causa de la Guerra Civil Libanesa.
Ha sido galardonado con el Premio Príncipe de Asturias de las Letras en 2010. Es miembro de la Academia Francesa, ocupando la silla número 29, en la que sucedió a Claude Lévi-Strauss y secretario perpetuo desde 2023.

## Biografía
Aunque nació en Beirut, los primeros años de su infancia los pasó en Egipto, país donde vivía su abuelo materno. Su padre fue un periodista conocido en el Líbano, además de poeta y pintor. Sus antepasados, una mezcla de católicos (latinos y griegos), ortodoxos, ateos y masones, se convirtieron al protestantismo presbiteriano en el siglo XIX. Su madre nació en una familia francófona y maronita con parte de su origen en Estambul, ciudad de importante simbolismo en el imaginario de Amin Maalouf, a la que él sigue llamando Constantinopla. Las culturas del nomadismo y la minoría que habitan su obra podrían explicarse, al menos en parte, por esa multiplicidad de orígenes y por sentirse siempre un extranjero: un cristiano en el mundo árabe o un árabe en occidente.
Amin Maalouf estudió la primaria en su ciudad natal en un colegio francés de jesuitas, mientras que sus tres hermanas estudiaron en un colegio religioso de Besanzón. Sus primeras lecturas, incluyendo la de los clásicos occidentales, fueron en árabe, pero sus primeras tentativas literarias, secretas, estaban escritas en francés, para Maalouf, la "lengua de la sombra", por oposición a su lengua de uso común o "lengua de la luz": el árabe.
Cuando estudiaba sociología y economía en la universidad de Saint-Joseph, en Beirut, Amin Maalouf conoció a Andrée, con quien se casó en 1971. Poco después comenzó a trabajar como periodista para el principal diario libanés, An Nahar. Fue enviado especial en zonas problemáticas como Vietnam y Etiopía. La guerra civil estalló en Líbano en 1975 y Maalouf decidió abandonar su país y refugiarse en Francia, donde poco después le siguieron su mujer y sus tres hijos. En Francia encuentra primero un empleo como periodista en una revista de economía, para más tarde convertirse en redactor jefe de Jeune Afrique. Sus primeros proyectos literarios durante esta época, sin embargo, no conseguirían ser publicados.
En 1981, Amin Maalouf firmó su primer contrato con el editor Jean-Claude Lattès por Las cruzadas vistas por los árabes, un ensayo que se publicó en 1983. Mas su primer éxito literario ocurrió en 1986 con a la novela León el Africano, gracias a la cual el autor decide dedicarse a la escritura. Le siguieron las novelas Samarcanda, sobre el poeta y sabio persa Omar Khayyam, y Los Jardines de Luz, sobre el profeta Mani, las cuales le consagraron como una figura importante dentro del ámbito de la novela histórica de inspiración oriental. En su narrativa, Maalouf mezcla la realidad histórica con la ficción, y aspectos de culturas diversas como la occidental y la oriental.
Cambiando de género, Maalouf publicó en 1992 El primer siglo después de Béatrice, una obra de ciencia ficción donde se refleja un mundo distópico y que obliga a reflexionar sobre la sociedad.
En 1993, Maalouf recibió el Premio Goncourt por su novela La Roca de Tanios, una obra con las montañas del Líbano como escenario. Es en esta época que el autor toma como costumbre retirarse para escribir durante varios meses al año a una pequeña casa de pescadores en la Isla de Yeu. En Las escalas de Levante (1996) Maalouf trata por primera vez la guerra del Líbano. El Líbano será, a partir de este momento, un tema cada vez más presente en su obra. En 1998 publicó su segundo ensayo, Las Identidades que Matan, por el que habría de obtener un año más tarde, en 1999, el premio europeo de ensayo Charles Veillon.
Su incursión en el mundo de la ópera se inicia con la creación del libreto de L'amour de loin, para la compositora finlandesa Kaija Saariaho, estrenada en agosto del 2000 en el Festival de Salzburgo y que, a lo largo de su gira internacional, encuentra una buena acogida entre el público y la crítica. Su colaboración con Saariaho continuaría con la creación de tres óperas más, la última, Émilie, estrenada en 2010 en la Ópera de Lyon.
Junto a la ópera, Maalouf continúa con sus proyectos de narrativa, publicando en el 2000 El viaje de Baldassare, y ensayos. Entre estos, se publica en 2004 Orígenes, un libro de memorias, y, en 2009, Le Dérèglement du monde : Quand nos civilisations s'épuisent.
Entre 2007 y 2008, Amin Maalouf preside para la Comisión Europea un grupo de reflexión sobre el multilingüismo, el cual redacta un informe titulado Un desafío saludable: cómo la multiplicidad de las lenguas podría consolidar Europa. El 23 de junio de 2011 fue elegido miembro de la Academia Francesa en la silla 29, que había ocupado hasta su muerte en 2009 Claude Lévi-Strauss.
En 2012, se publica su novela Los Desorientados.
El 28 de septiembre de 2023, fue elegido secretario perpetuo de la Academia Francesa.
Sus obras han sido traducidos a numerosos idiomas. En España, sus novelas se han publicado en Alianza Editorial.

## Influencias e inspiraciones
El autor ha dicho haber recibido influencias de, entre otras, las obras de Thomas Mann, Albert Camus, Léon Tolstoï, Marguerite Yourcenar, Charles Dickens, Stefan Zweig, así como de Omar Khayyam y la poesía en lengua árabe.
Las novelas de Amin Maalouf están marcadas por sus experiencias durante la guerra civil en el Líbano y la emigración, reflejadas en imágenes de viajeros ambulantes que atraviesan tierras de diferentes idiomas y religiones. 
En su ensayo Identidades asesinas, se indigna del comportamiento humano según el cual la afirmación de sí mismo va emparejada de la negación del otro. Humanista, Amin Maalouf está convencido de que el hombre puede ser fiel a los valores heredados sin sentirse amenazado por los de los que le rodean.
La escritura está muy presente también dentro de las obras de Maalouf, por ejemplo:
- en León el Áfricano, el protagonista es el nieto de un librero, autor de un libro sobre África, participa en la creación de un diccionario multilingüe y escribe poemas;
- en Samarcanda, toda la historia gira en torno a un manuscrito de Omar Khayyam;
- en El primer siglo después de Béatrice, el protagonista escribe su historia en un cuaderno donde el primer capítulo comienza en la letra Z para llegar hasta la A;
- en Las escalas de Levante, es el propio escritor el que se encuentra con el héroe de la historia, al que entrevista;
- en El viaje de Baldassare, el protagonista es un librero que escribe su historia en cuatro manuscritos;
- en Los desorientados, la obra superpone la narración, el boceto de otro relato, y antigua correspondencia o correos electrónicos.

## Obra

### Novela
- 1986 - León el Africano
- 1988 - Samarcanda
- 1991 - Los jardines de luz
- 1992 - El primer siglo después de Béatrice
- 1993 - La roca de Tanios (Premio Goncourt)
- 1996 - Las escalas de Levante
- 2000 - El viaje de Baldassare
- 2004 - Orígenes
- 2012 - Los desorientados
- 2020 - Nuestros inesperados hermanos

### Ensayo
- 1983 - Las cruzadas vistas por los árabes
- 1998 - Identidades asesinas
- 2009 - El desajuste del mundo
- 2016 - Un sillón que mira al Sena
- 2019 - El naufragio de las civilizaciones
- 2024 - El laberinto de los extraviados

### Libreto
- 2000 - El amor de lejos, ópera de Kaija Saariaho
- 2004 - Adriana Mater ópera de Kaija Saariaho
- 2006 - La Passion de Simone, oratorio de Kaija Saariaho
- 2010 - Émilie, ópera de Kaija Saariaho

## Premios
- 1986, Premio de la amistad franco árabe por Léon el africano.
- 1988, Premio de Maisons de la Presse por Samarcanda
- 1993, Premio Goncourt por La roca de Tanios.
- 1999,  Premio europeo de ensayo Charles Veillon por Les Identidades asesinas
- 2004, Premio Méditerranée por Orígenes
- 2000, Premio Jacques Audiberti ville d’Antibes por El viaje de Baldassare
- 2009, Premio Grupo Compostela.
- 2010, Premio Príncipe de Asturias de las Letras[6]